# Antonio Greco
Antonio Greco o Antonio Grecco (17 de setembre de 1923) és un exfutbolista bolivià.

## Selecció de Bolívia
Va formar part de l'equip bolivià a la Copa del Món de 1950.